# Start Hill
Der Start Hill ist ein 265 m hoher Hügel im Westen der Livingston-Insel im Archipel der Südlichen Shetlandinseln. Er ist die höchste Erhebung der Dospey Heights auf der Byers-Halbinsel.
Chilenische Wissenschaftler benannten ihn 1971 in Anlehnung an die Benennung der gleichnamigen Landspitze als Cerro Start. Das UK Antarctic Place-Names Committee übertrug diese Benennung 1978 ins Englische.